# 1996年夏季奥林匹克运动会乒乓球比赛
1996年夏季奧林匹克運動會乒乓球比賽於1996年7月20日至8月4日在美国亚特兰大乔治亚世界会议中心进行，中國隊包揽4枚金牌。

## 獎牌得主

### 男子
| 項目             | 金牌                   | 银牌               | 铜牌                   |
| 男子單打（詳細） | 刘国梁（中国）         | 王涛（中国）       | 罗斯科普夫（德国）     |
| 男子雙打（詳細） | 刘国梁／孔令辉（中国） | 王涛／吕林（中国） | 刘南奎／李哲承（韩国） |

### 女子
| 項目             | 金牌                 | 银牌                 | 铜牌                   |
| 女子單打（詳細） | 邓亚萍（中国）       | 陈静（中华台北）     | 乔红（中国）           |
| 女子雙打（詳細） | 邓亚萍／乔红（中国） | 刘伟／乔云萍（中国） | 朴海晶／柳智惠（韩国） |

## 獎牌榜
| 排名 | 国家／地区 | 金牌 | 银牌 | 铜牌 | 總數 |
| ---- | ---------- | ---- | ---- | ---- | ---- |
| 1    | 中国       | 4    | 3    | 1    | 8    |
| 2    | 中华台北   | 0    | 1    | 0    | 1    |
| 3    | 德国       | 0    | 0    | 1    | 1    |
| 3    | 韩国       | 0    | 0    | 1    | 1    |
| 總計 | 總計       | 4    | 4    | 4    | 12   |